# ビリャビシオーサの戦い
ビリャビシオーサの戦い（ビリャビシオーサのたたかい、スペイン語: Batalla de Villaviciosa）は、スペイン継承戦争中の1710年12月10日、スペイン王フェリペ5世とヴァンドーム公率いるフランス・スペイン連合軍とオーストリア出身のグイード・フォン・シュターレンベルク率いるハプスブルク家を首とする同盟軍の間の戦闘。戦闘はフランス・スペイン連合軍がジェームズ・スタンホープ率いるイギリス軍に勝利したブリウエガの戦いの翌日に行われた。フェリペ5世もオーストリアのカール大公も勝利を宣言したが、死傷者数、同盟軍が放棄した大砲などの武器の数、戦闘の戦略的影響からみてフェリペ5世の勝利は明らかだった。
戦闘の大勢はバルデカニャース侯爵とアギラール伯爵率いるスペイン軍の竜騎兵によって決した。オーストリア軍はスペイン騎兵の追撃を受けつつ撤退、1月6日にまだカール大公をスペイン王として承認していたバルセロナに着く頃には同盟軍は6千から7千人まで減っていた。

## 背景
7月27日のアルメナラの戦いと8月20日のサラゴサの戦いで勝利した後、カール大公を支持する同盟軍は再びマドリードを占領、カールは9月21日にマドリードに入城した。しかし、1710年の侵攻は1706年の侵攻と同じ経過をたどった。同盟軍の人数は2万3千で、アルメナラとサラゴサの両戦闘、およびスペイン・ブルボン家を支持する民兵との小競り合いで減じた。その結果、同盟軍は占領の維持に失敗した。
同盟軍はマドリードに陣地を置いていたが、やがて情勢が危険になったことで11月9日にマドリードからカタルーニャへの撤退をはじめた。バルデカニャース侯爵率いるスペイン騎兵は同盟軍を追跡した。カール大公は本軍を置いて、近衛の騎兵2千とともにバルセロナへ急いだ。残りの軍勢は2隊に分け、グイード・フォン・シュターレンベルク将軍は前方の本軍1万2千を率いて前進、1日間の行軍距離を置いてスタンホープ卿率いるイギリス軍5千人が続いた。イギリス軍は1710年12月9日のブリウエガの戦いで奇襲されて敗れ、降伏したスタンホープを含め捕虜になった。
シュターレンベルク将軍のもとにイギリス軍が攻撃を受けている報せが届くと、彼はスタンホープの降伏を知らずに軍を引き返して救援に向かった。翌朝（12月10日）、フランス・スペイン連合軍はビリャビシオーサの平原で待ち構えていた。シュターレンベルクの軍勢1万4千と比べ、ヴァンドーム公の軍勢は2万人であった（フェリペ5世の軍勢などその朝にヴァンドーム公と合流した軍を含む）。ヴァンドーム公は当時の布陣の常である2列の陣を敷いた。

## 戦闘

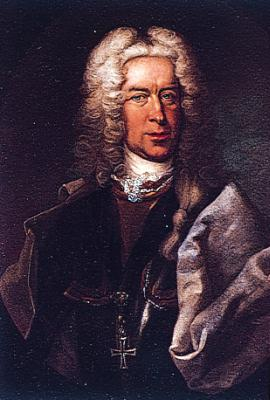
オーストリア軍の指揮官グイード・フォン・シュターレンベルクの肖像画、ヤン・クペツキー作。

戦闘は午後から真夜中まで続いた。両軍とも大砲が23門あり、3つの砲列に配備された。両軍の砲撃は同時に開始、両軍とも損害を被った。（フェリペ5世とともに）バルデカニャース侯爵率いるスペイン軍右翼の騎兵はフォン・フランケンベルク将軍率いる同盟軍左翼のドイツ歩兵とポルトガルとスペイン騎兵に対し攻撃を開始した。ドイツ歩兵とポルトガル騎兵は降伏する前にスペイン軍の騎兵突撃を食い止めようとしたが失敗、同盟軍左翼は潰走した。左翼の救援に派遣されたイギリスとオランダ軍もスペイン軍に敗れ、スペイン軍は大砲を鹵獲した。同盟軍左翼が破れると、カール大公の歩兵は前進してフランス・スペイン連合軍中央部の歩兵を押し返した。トイ侯爵（Toy）は中央部の敗北と軍の分断を防ごうとしたが、彼の軍勢の大半はポルトガル軍の捕虜にされた。
アギラール伯爵はスペイン軍中央部を顧みず、シュターレンベルク将軍率いる同盟軍最良の擲弾兵と騎兵である同盟軍右翼への攻撃に自らの騎兵を投入した。同盟軍はこの突撃を食い止めることができなかった。同盟軍中央部はスペイン出身のビリャロエル将軍（Villarroel）率いる中央部からの増援で救われた。シュターレンベルクは軍を再集結させ、アギラール伯の騎兵を撃退すると、スペイン軍左翼に騎兵突撃を仕掛け、大砲を鹵獲した。その後、シュターレンベルクは中央部に向けて軍を前進させた。
スペイン軍の中央部と左翼が撤退を始める一方、右翼の騎兵は同盟軍左翼を追撃した。続いてアギラール伯は竜騎兵で同盟軍右翼を攻撃、ドイツとポルトガル歩兵は1度目の突撃を防いだが、最終的にはアギラールの騎兵に崩された。バルデカニャースの騎兵も同盟軍に多大な損害を与え、マホニー将（Mahony）とアメザガ元帥（Amezaga）の軍勢も右翼から突撃した。しかしシュターレンベルクは動じず、彼らに対し騎兵突撃を3度仕掛けた。アメザガは戦闘で顔に傷を負った。シュターレンベルクの軍勢はフランスとスペインの騎兵から逃れるために近くの森へ撤退、同盟軍全体も夜を掩護に撤退を始めた。

## 結果

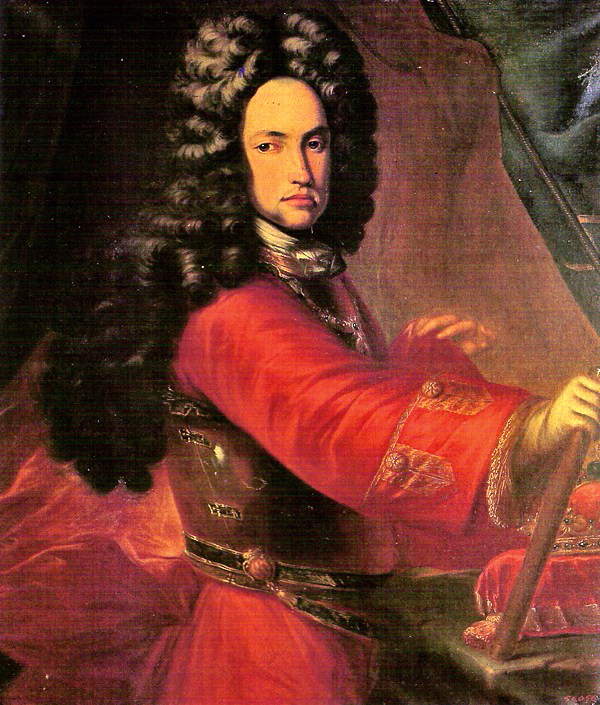
カール大公の肖像画、1706年-1707年頃作。

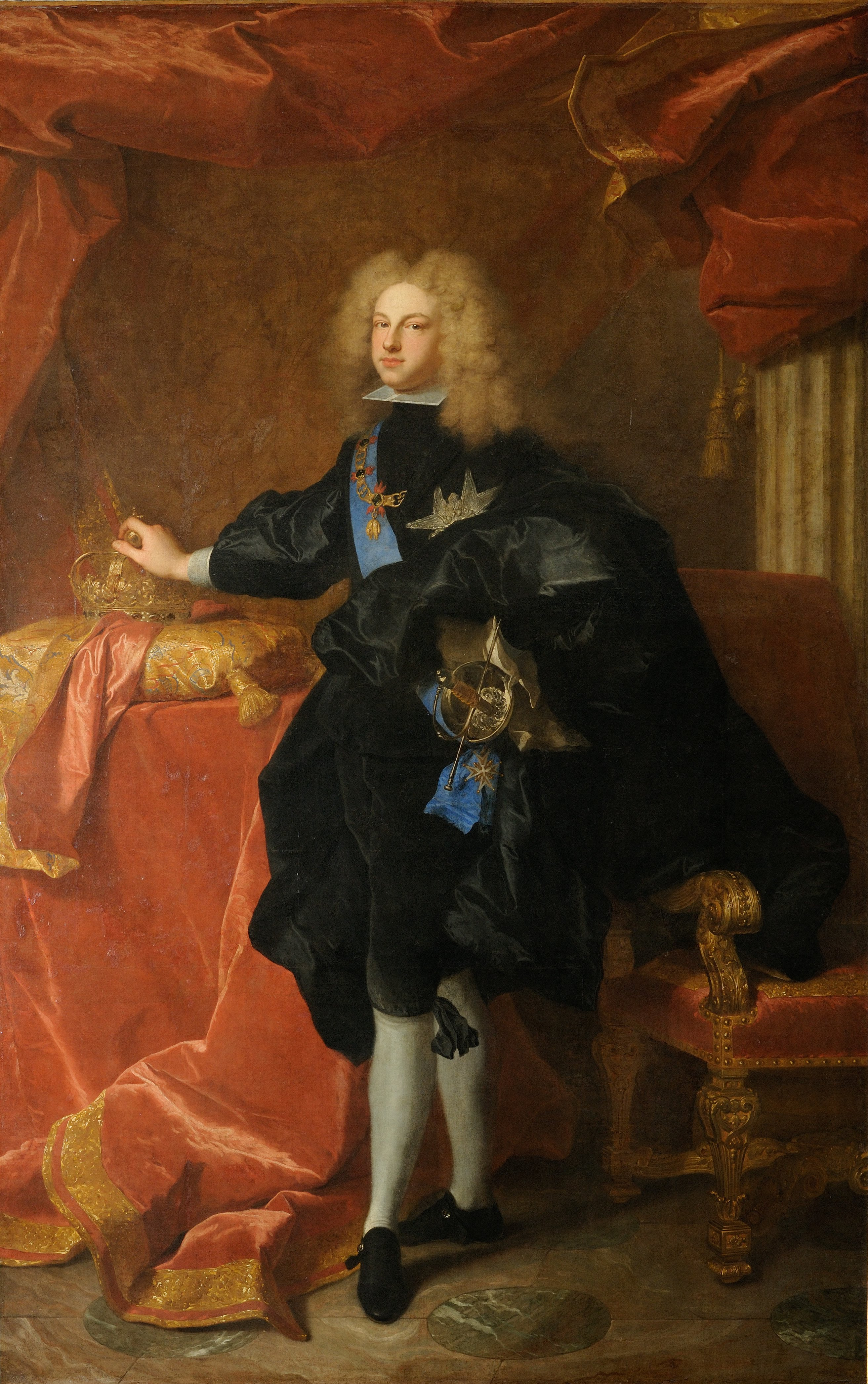
フェリペ5世の肖像画、イアサント・リゴー作、1701年。

フェリペ5世もカール大公も勝利を宣言したが、死傷者数、同盟軍が放棄した武器、戦闘の戦略的影響からみてフェリペ5世の勝利は明らかだった。
シュターレンベルクはスペイン騎兵の追撃を受けつつ撤退、バルセロナに着く頃にはその軍勢が6千から7千人まで減っていた。ヨーゼフ1世の死後、カール大公が1711年4月にスペインを離れて神聖ローマ皇帝に即位すると、フェリペ5世はようやくスペイン王位を確保した。
2010年には戦闘の300年記念式典が行われた。